# 梅德福鎮區 (明尼蘇達州斯蒂爾縣)
梅德福鎮區（英語：Medford Township）是位於美國明尼蘇達州斯蒂爾縣的一個行政鎮區，於1855年設立。

## 地方資料
梅德福鎮區的面積為43.27平方千米，當中陸地面積為43.12平方千米，而水域面積為0.15平方千米。根據2020年美國人口普查的數據，當地共有人口843人，而人口密度為每平方千米19.48人。